# Gonodonta avangareza
Gonodonta avangareza là một loài bướm đêm trong họ Noctuidae.